# Бакальська коса (регіональний ландшафтний парк)
Бака́льська коса́ (крим. Baqqal beli regional parkı) — регіональний ландшафтний парк (з 2000 р.), гідрологічна пам'ятка природи (1972—1999), розташована на північно-західному узбережжі Криму на території Перекопського району. Площа — 1520 га. Землекористувач — Роздольненський ДЛГ.

## Історія
22 лютого 1972 р. було створено гідрологічну пам'ятку природи місцевого значення «Бакальська коса» рішенням виконавчого комітету Кримської обласної Ради депутатів трудящих № 97. Створено згідно з Постановою Верховної Ради Автономної Республіки Криму № 913-2/2000 «Про розширення і впорядкування мережі територій та об'єктів природно-заповідного фонду місцевого значення в Автономній Республіці Крим» від 16 лютого 2000, шляхом реорганізації пам'ятки природи в регіональний ландшафтний парк «Бакальська коса».
Парк і коса в цілому знаходяться під загрозою зникнення через діяльність моря (гідрологічних процесів): сильні зимові шторми намивають і розмивають землі об'єкту. Шторми 2005 і 2007 років завдали значної шкоди природі та інфраструктурі коси і парку.

## Опис
До складу регіонального ландшафтного парку включено 1520 га земель:
- Бакальська коса 300 га
- Бакальське озеро 810 га
- Прибережний аквальний комплекс 410 га

На півночі межа парку простягається по воді, на півдні — закріплена межовими знаками.
Територію об'єкту виділено в натурі аншлагами в кількості 20 шт., на території об'єкту встановлені: один шлагбаум, один туалет, п'ять сміттєзбірників (встановлюються на період регульованої рекреації), одна інформаційна карта, одна спостережна вишка, дві попереджувальні огорожі біля пляжів, один щит для розміщення рятувальних кругів.
Найближчий населений пункт — село Стерегуще, місто — Яни Капу.

## Природа
Територія парку являють собою оригінальне геоморфологічне утворення, еталон, який ілюструє процеси формування соляного озера морського походження (Бакальське). Біля берегів Бакальської бухти сформувалися своєрідні морські біоценози.
Під час зимівлі і пташиних міграцій на прибережних територіях Джарилгацької і Каркінітської заток скупчується до 150 тис. пернатих, переважно водоплавних. Безпосередньо на узбережжі знаходять притулок і корм мігруючі водоплавні птахи, наприклад лебідь-кликун (Cygnus cygnus) і лебідь-шипун (Cygnus olor)
У Джарилгацькій і Каркінітській затоках зустрічаються три види загону китоподібні: дельфін білобокий (Delphinus delphis), афаліна (Tursiops truncatus), морська свиня (а саме підвид чорноморська морська свиня (Phocoena phocoena relicta)), занесені до Червоної Книги України.

## Галерея

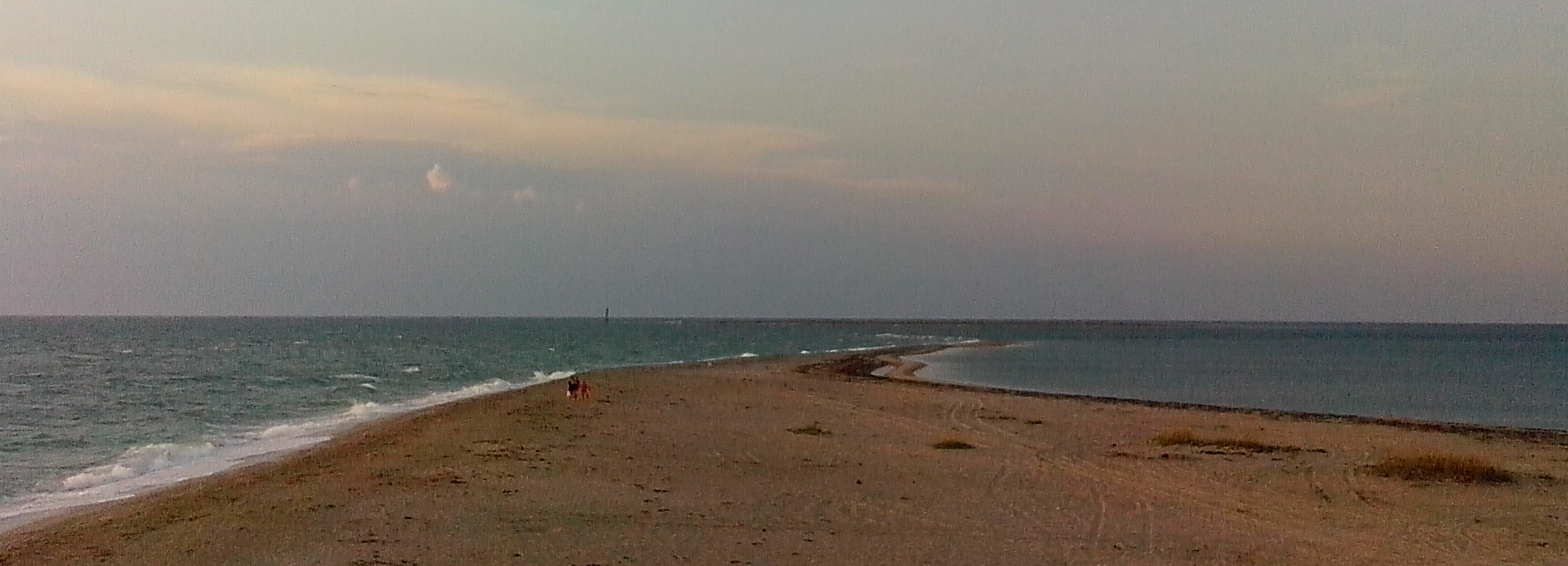
Бакальська коса - вид з оглядової вежі
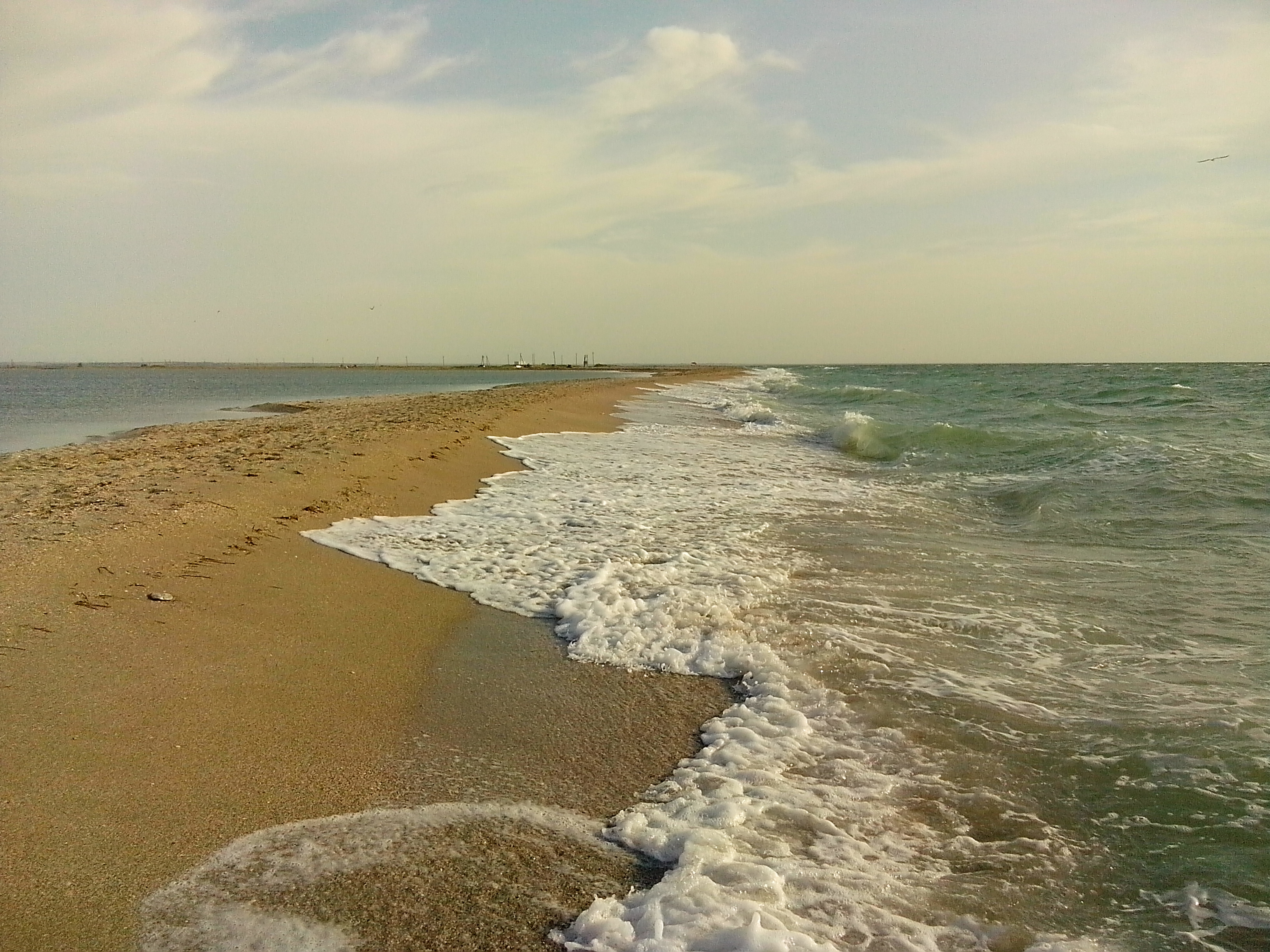
Бакальська коса у червні 2015 р.
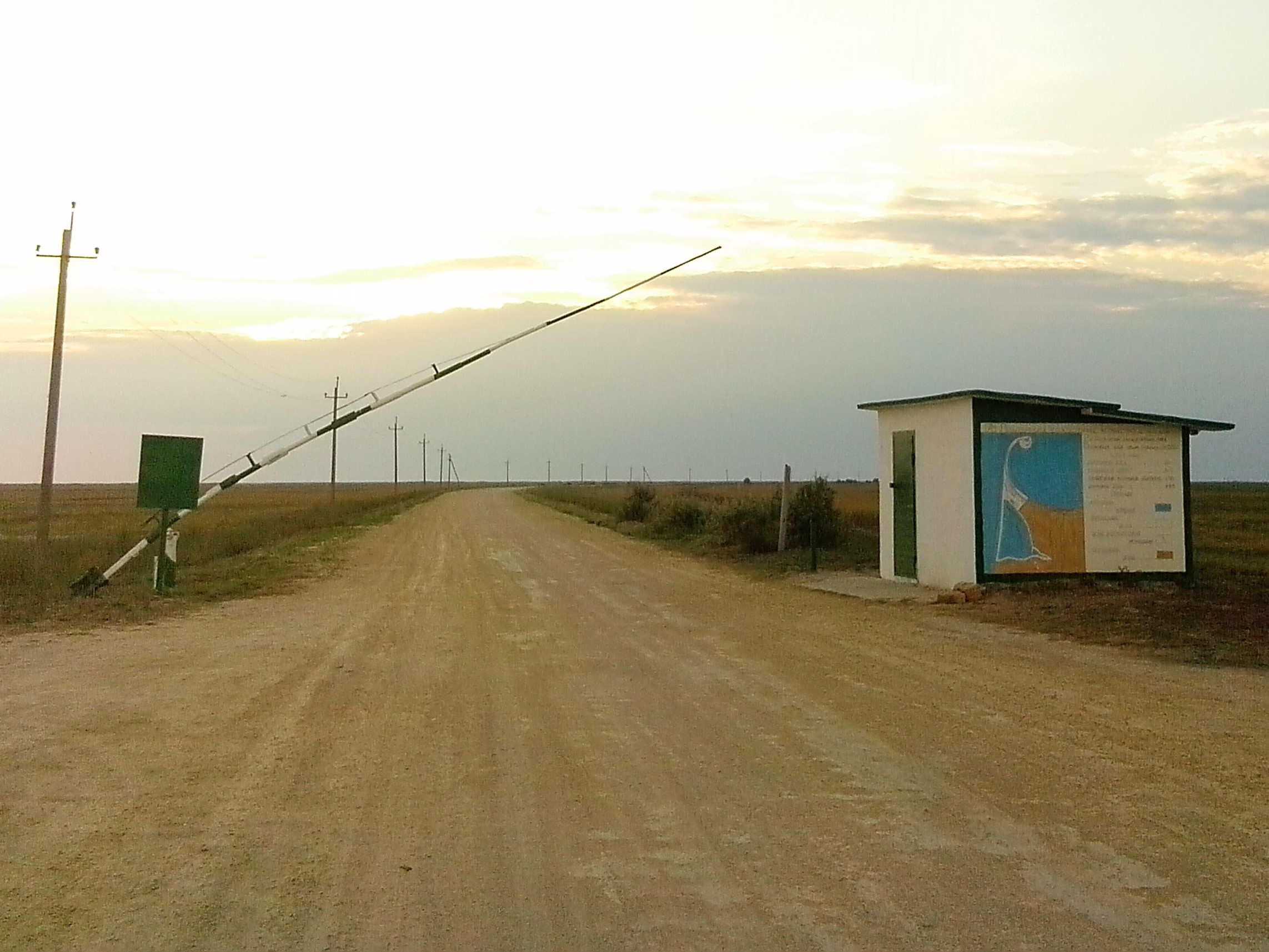
В'їзд на Бакальську косу